# Западна къща
Западна къща е характерен тип възрожденска архитектура, обхващат района на запад от река Искър от двете страни на Стара планина – на север до река Дунав, а на юг до Осоговската и Рила планина. Част е от областта на севернобългарската къща.

## Характеристика
Жилищните сгради в селата са малки. Състоят се от едно, по-често от две и рядко от три помещения. В северозападните райони се срещат и еднопространствени близначни къщи. Преобладавт едноетажните къщи, но са разпространени и двуетажни. Къщите се разполагат във вътрешността на широки, оградени дворове. Оградите са изградени в зависимост от местните строителни материали: окоп със затърнен насип, плет или каменна стена, а някъде са от дъски.
Къщата обикновено разделя двора на две части. Предната част, към която е обърнат чардакът, е стопански двор. В него се разполагат някои стопански постройки и торището. Тук разпрягат и запрягат колата, стоварват и сечат дървата. Задната част на двора е отделена за зеленчукова и овощна градина. В нея, близо до къщата, се намират винаги и лехички с цветя.
Композиционен център в западната къща през Възраждането е помещението с огнище. То носи името къща. Около това основно помещение се разполагали другите елементи на жилището – чардак, килер и соба.
Съществуват две концепции за жилището в западната къща. При едната жилището се състои от две еднакви по дълбочина помещения. Първото и главно помещение е с огнище. През него се влиза във второто помещение, което служи за килер или соба. Тези къщи, когато нямат чардак и особено когато са изградени върху равен
терен, изглеждат бедни и монотонни. Най-често обаче те имат чардак, който минава винаги по дължината на цялото лице на къщата. Чардакът представлява открито продължение на жилището. През летните месеци в него се пренасят всичките функции на жилището с изключение на приготвянето на храната. Това второто по значение жилищно пространство в къщата. При другата основна концепция на западната къща жилището се състои също от две затворени помещения, поставени едно до друго, и от чардак. Първото помещение е с огнище. През него се влиза във второто, което служи за килер или соба. То обаче има дълбочина колкото помещението с огнище и чардака, взети заедно. Второто помещение получава по-големи размери за сметка на чардака, който остава само пред помещениего с огнище – т. нар. асиметрична къща.
През Възраждането в селата е има малки къщи с три затворени помещения и чардак. Те запазват концепцията на двете основни форми, но са обогатени с още по едно
помещение, поставено от другата страна на помещението с огнище. В зависимост от дълбочината на третото затворено помещение всяка от двете основни концепции се явява в още по два варианта, при което се получават симетрични и асиметрични решения.
На юг от Западна Стара планина са характерни същите форми на къщата, но се различават с влизането в двете, а понякога и в трите помещения, което често става направо от чардака вместо през помещеннето с огнище, както това е обичайно за района на север от Стара планина. Много повече къщи с три затворени помещения има в градовете. Те принадлежат предимно на по-заможни занаятчии. В градовете има и многостайни къщи, в които живеят земевладелци, търговци и висши държавни чиновници.
Жилищната част на къщите в селата е винаги на едно ниво. Когато къщата е на два етажа, жилищните помещення се разполагат в етажа. Приземията се използват обикновено за стопански цели. Там се намират зимникът и оборът и в някои случаи дюкян, занаятчийска работилница или кръчма. Към края на втората половина на Възраждането в някои по-големи къщи в градовете в приземията се появяват стаи за живеене, снабдени с огнище. Къщите най-често са построени на наклонен терен. Тогава те са поставени напряко на хоризонталите. Входът за жилището е на лицевата страна, в по-високата страна на терена. Входът на зимника обикновено е също на лицевата страна, но откъм ниската страна на терена. В приземните си части къщите са изградени от каменна зидария от речен или ломен камък на глинен разтвор. Жилищната част е паянтова, изградена от дървена скелетова конструкция, запълнена с плет и измазана с глинен разтвор, примесен със слама. Каменната зидария е оставяна неизмазана, а в селата стените на къщите са неваросани отвън и отвътре. В градовете се срещат и къщи, чиито два етажа са паянтови. За под в помещението с огнище се използва естественият терен, а когато помещението е над мазе, върху гредореда се поставяла настилка от глина. Къщите често нямат таван. Огнището е открито и разположено всред помещението до някоя от вътрешните стени. Най-разпространените къщи в селата са ниски, с малки прозорци без стъкла. Често дневната светлина идва само през комина, а когато няма такъв – през малки дупки върху покрива. Вътрешното обзавеждане на селските къщи се състои от водник – място за котлите близо до външната врата, сандък за брашно, нощви, софра, полица за кухненски съдове и дървени куки до стените за окачване на различни вещи, трикрако столче за домакина, за големия син или за госта. В къщите на заможните стопани в градовете огнището е оградено отстрани и се намира до една от стените, а в собата има одър или миндер, долапи и зидана печка, която се пали откъм огнището. Помещенията са по-високи, варосани и имат повече и по-големи прозорци със стъкла. Къщите в градовете са варосани, а често и оцветени отвън в синьо или розово. В тях има украсени с резба долапи и тавани.